# Gesù Bambino Salvatore
Il Gesù Bambino Salvatore è un dipinto ad olio su tela realizzato dal pittore Giovan Battista Gaulli, noto come Baciccio, datato 1667ca.

## Storia
Secondo i cataloghi a stampa della quadreria Brignole-Sale, il dipinto giunse nella collezione della famiglia tra il 1813 e il 1863. Gli studiosi ipotizzano che possa essere stato parte dell'eredità di Artemisia Negroni, consorte di Antonio Brignole-Sale e discendente diretta del fratello maggiore, il cardinale gesuita Gio. Francesco Negroni. Lo stesso Gio. Francesco si fece ritrarre da Gaulli e fu presumibilmente il committente di questo dipinto. Nel 1874 la tela fu infine donata al Comune di Genova dalla Duchessa di Galliera Maria Brignole-Sale De Ferrari, ultima discendente della famiglia.
Il dipinto raffigura il piccolo Gesù che poggia il braccio destro su un globo, seguendo l'iconografia tipica del Gesù Bambino Salvatore, un tema affrontato più volte da Gaulli. Esistono infatti diverse varianti dello stesso soggetto destinate ad alcuni membri della Compagnia di Gesù. Nel corso degli anni l'attribuzione dell'opera è stata resa più complessa a causa delle ridipinture, ingiallite e ossidate, aggiunte nel tempo per coprire le nudità del soggetto. Grazie al restauro del 2001, la tela è stata riportata alla sua cromia originale ed è stato possibile sia stabilire una datazione, (1667circa), sia accertare definitivamente l'attribuzione confermando l'ipotesi degli studiosi  E. Jacobsen, H. Voss e V. Brugnoli.